# Cophogryllus bodenklossi
Cophogryllus bodenklossi är en insektsart som beskrevs av Lucien Chopard 1929. Cophogryllus bodenklossi ingår i släktet Cophogryllus och familjen syrsor. Inga underarter finns listade i Catalogue of Life.